# Finale della Coppa delle Coppe 1993-1994
La finale della 34ª edizione della Coppa delle Coppe UEFA è stata disputata il 4 maggio 1994 al Parken Stadium di Copenaghen tra Parma e Arsenal. All'incontro hanno assistito circa 33 000 spettatori. La partita, arbitrata dal ceco Václav Krondl, ha visto la vittoria per 1-0 del club inglese.

## Il cammino verso la finale
Il Parma di Nevio Scala esordì contro gli svedesi del Degerfors battendoli con un risultato complessivo di 4-1. Agli ottavi di finale gli israeliani del Maccabi Haifa dopo aver perso 1-0 in casa, vinsero col medesimo risultato il ritorno al Tardini e i parmensi ebbero la meglio solo dopo i tiri di rigore. Ai quarti i Ducali affrontarono i temibili olandesi dell'Ajax battendoli in casa 2-0 dopo che l'andata ad Amsterdam si concluse a reti inviolate. In semifinale i portoghesi del Benfica furono eliminati solo grazie alla regola dei gol fuori casa in virtù della sconfitta per 2-1 al da Luz e alla vittoria casalinga per 1-0.
L'Arsenal di George Graham iniziò il cammino europeo contro i danesi dell'Odense vincendo con un risultato aggregato di 3-2. Agli ottavi i belgi dello Standard Liegi vennero battuti con un risultato complessivo di 10-0, frutto del 3-0 a Londra e del rocambolesco 7-0 in Belgio. Ai quarti di finale i Gunners affrontarono gli italiani del Torino superandoli di misura in casa, dopo che l'andata al Delle Alpi si concluse 0-0. In semifinale i francesi del Paris Saint-Germain pareggiarono 1-1 la gara d'andata prima di essere sconfitti per 1-0 ad Highbury.

## La partita
A Copenaghen va in scena la finale tra il Parma, campione in carica, e l'Arsenal, il cui punto di forza è la difesa con un solo gol subito nelle ultime sei uscite. Il Parma parte subito forte e al quarto d'ora Tomas Brolin colpisce il palo e fa pensare agli uomini di Scala di essere sulla via giusta. Al 20' però Lee Dixon lavora un buon pallone liberando Alan Smith che al limite dell'area fa partire un tiro secco e la palla colpisce il palo alla sinistra di Luca Bucci e carambola in rete. Nella seconda metà di gara il Parma non produce occasioni da gol, l'Arsenal è ben disposto in campo e si aggiudica la coppa. I Gialloblu diventano così la sesta squadra a fallire il bis in Coppa delle Coppe.

## Tabellino
| Arbitro: | Václav Krondl |

|           |           |  |
| Smith 20’ | Marcatori |  |

| Arsenal | Parma |

| Arsenal       |    |                    |     |     |
|               |    |                    |     |     |
| P             | 1  | David Seaman       |     |     |
| D             | 2  | Lee Dixon          |     |     |
| D             | 3  | Nigel Winterburn   |     |     |
| C             | 4  | Paul Vincent Davis |     |     |
| D             | 5  | Steve Bould        |     |     |
| D             | 6  | Tony Adams         | 25’ |     |
| A             | 7  | Kevin Campbell     | 78’ |     |
| C             | 8  | Steve Morrow       |     |     |
| A             | 9  | Alan Smith         |     |     |
| A             | 10 | Paul Merson        |     | 86’ |
| C             | 11 | Ian Selley         | 51’ |     |
| Sostituzioni: |    |                    |     |     |
| C             | 14 | Eddie McGoldrick   |     | 86’ |
| Allenatore:   |    |                    |     |     |
| George Graham |    |                    |     |     |

| Parma         |    |                   |     |     |
|               |    |                   |     |     |
| P             | 1  | Luca Bucci        |     |     |
| D             | 2  | Antonio Benarrivo |     |     |
| D             | 3  | Alberto Di Chiara |     |     |
| D             | 4  | Lorenzo Minotti   |     |     |
| D             | 5  | Luigi Apolloni    |     |     |
| D             | 6  | Néstor Sensini    |     |     |
| C             | 7  | Tomas Brolin      |     |     |
| C             | 8  | Gabriele Pin      |     | 71’ |
| C             | 9  | Massimo Crippa    | 44’ |     |
| A             | 10 | Gianfranco Zola   |     |     |
| A             | 11 | Faustino Asprilla | 45’ |     |
| Sostituzioni: |    |                   |     |     |
| A             | 16 | Alessandro Melli  |     | 71’ |
| Allenatore:   |    |                   |     |     |
| Nevio Scala   |    |                   |     |     |